# Frank Tashlin
Frank Tashlin (Weehawken (New Jersey), 19 februari 1913 – Hollywood, 5 mei 1972) was een Amerikaans filmregisseur.

## Levensloop
Frank Tashlin werd geboren als Francis Fredrick von Taschlein. Hij begon zijn carrière in de filmindustrie bij verschillende animatiestudio's. Hij bouwde een reputatie op als regisseur van tekenfilms bij Warner Bros. In de jaren 40 maakte hij de overstap naar speelfilms. Hij specialiseerde zich daarbij in komedies. Hij werd vooral bekend met de films The Girl Can't Help It (1956) en Will Success Spoil Rock Hunter? (1957) met actrice Jayne Mansfield. Tashlin werkte ook regelmatig samen met komieken als Jerry Lewis en Dean Martin.
Tashlin was getrouwd van 1953 tot 1966 met actrice en operazangeres Mary Costa. Na dertien jaar zijn ze gescheiden.

## Filmografie
- 1947: The Way of Peace
- 1952: The First Time
- 1952: Son of Paleface
- 1953: Marry Me Again
- 1954: Susan Slept Here
- 1955: Artists and Models
- 1956: The Lieutenant Wore Skirts
- 1956: The Girl Can't Help It
- 1956: Hollywood or Bust
- 1957: Will Success Spoil Rock Hunter?
- 1958: Rock-a-Bye Baby
- 1958: The Geisha Boy
- 1959: Say One for Me
- 1960: Cinderfella
- 1962: Bachelor Flat
- 1962: It's Only Money
- 1963: The Man from the Diner's Club
- 1963: Who's Minding the Store?
- 1964: The Disorderly Orderly
- 1965: The Alphabet Murders
- 1966: The Glass Bottom Boat
- 1967: Caprice
- 1968: The Private Navy of Sgt. O'Farrell